# Aparecida (kommun i Brasilien, Paraíba)
Aparecida är en kommun i Brasilien.   Den ligger i delstaten Paraíba, i den östra delen av landet, 1 500 km nordost om huvudstaden Brasília. Antalet invånare är 7 676. Arean är 224 kvadratkilometer.
Terrängen i Aparecida är huvudsakligen platt, men åt sydväst är den kuperad.
Följande samhällen finns i Aparecida:
- Juàzeirinho

Omgivningarna runt Aparecida är huvudsakligen savann. Runt Aparecida är det ganska glesbefolkat, med 27 invånare per kvadratkilometer.